# Almah
Almah es una banda brasileña de power metal progresivo. Se estableció inicialmente en 2006 como un proyecto paralelo del excantante de Angra, Edu Falaschi. Desde 2006 Almah ha lanzado 4 álbumes.

## Historia
El autotitulado primer Almah fue lanzado en el segundo semestre de 2006 (Japón / Victor- JVC y Brasil / Laser Company) / 03 2007 (Europa / AFM Records). Además de cantar, Edu Falaschi también produjo el disco, compuso todas las canciones y escribió todas las letras. Grabó guitarras acústicas y teclados y creó todos los arreglos para cada instrumento, incluidas las orquestaciones. El álbum fue grabado en Finlandia y Brasil con los siguientes músicos: Emppu Vuorinen (guitarras - Nightwish), Lauri Porra (bajo - Stratovarius) y Casey Grillo (batería - Kamelot) y apariciones especiales de los huéspedes: Mike Stone (guitarras - Queensrÿche), Edu Ardanuy (guitarras - Dr. Pecado) y Sizão Machado (bajo - Tom Jobim, Chico Buarque y otros).
Según Edu, se estaba buscando un nombre fácil de recordar y pronunciar en todos los idiomas; se entera de que Almah con «h» en hebreo significa la virginidad y la pureza, pero al mismo tiempo me encuentro en los que muchas personas religiosas biblia decir lo que significa lo contrario que significa malicia y perversión entonces pensó bien dos significados opuestos que es muy interesante y estos dos lados que puede utilizar esta idea para hacer letras, decidió de hablar acerca de los sentimientos humanos en un álbum entero, los sentimientos humanos puede ser bueno y malo, como la libertad, amor que puede sentir como la libertad podemos sentir envidia y la codicia - malos sentimientos. Así fue como decidió escribir acerca de los sentimientos humanos.
El álbum debut obtuvo buenas críticas en muchas revistas de rock y sitios web en todo el mundo. Edu Falaschi fue llamado uno de las mejores cantantes de Burrn!, revista de Japón.
El segundo álbum se llama Fragile Equality, fue publicado el 24 de septiembre en Asia / Brasil por JVCy el 17 de octubre en Europa / EE. UU. / Canadá por AFM Records. Desde junio de 2007 Angra se tomó un descanso de dos años, Edu se concentró en Almah. El proyecto en solitario mes a mes se estaba convirtiendo en una banda real con formación estable.
En ese entonces, Edu estaba en voces, el también bajista de Angra Felipe Andreoli, el guitarrista Marcelo Barbosa de Khallice se unieron a la banda antes de su primera gira en agosto de 2007. Durante la etapa de preproducción de Fragile Equality, el baterista Marcelo Moreira y el segundo guitarrista Paulo Schroeber entraron a Almah. Todos los miembros han contribuido activamente en el proceso de composición del álbum, con Edu Falaschi y Felipe Andreoli como responsables de la producción. El CD fue grabado en los Estudios Norcal (São Paulo) en el verano de 2008.
El concepto lírico se trata de "el equilibrio entre todos los elementos del universo", basada en un libro que Edu es el coescritor del libro "La igualdad Frágil - Equinoccio-Book 1" (hecho en el estilo manga) es para ser lanzado en algún momento más tarde, con un CD de karaoke.
De acuerdo con la revista Roadie Crew el álbum se convirtió en de los álbumes más vendidos en Brasil. Por los lectores de la revista brasileña de metal, Roadie Crew y por los colaboradores de la página web de metal brasileña Whiplash y la página web de metal brasileña de Rock Underground.
En enero de 2009 Almah puso en marcha el nuevo clip de vídeo Más allá de mañana. Fue filmado en diciembre de 2008 en la capital de Brasil - Brasilia por Rodrigo Gianetto que trabaja también para MTV Brasil. El clip está disponible en oficiales de la banda de Myspace y YouTube canales.
La banda tiene su propio club de fanes en todo el mundo, en Europa, Japón e incluso en Rusia y en Brasil. En marzo de 2009 la banda lanzó su primer sencillo en Internet todo lo que soy (con la versión acústica de la canción) a través de su Igualdad brasileño del club de fanes. 
Luego Edu volvería a Angra teniendo nuevamente la responsabilidad de mantener su voz en dos bandas.
En septiembre de 2011, Edu Falaschi y Felipe Andreoli fueron a Japón para promover el lanzamiento del álbum Motion, haciendo varias entrevistas para la prensa local. Este álbum ofrece un estilo mucho más pesado al visto previamente.
En octubre de 2011, Paulo Schroeber dejó la banda debido a problemas de salud. Había hecho su último concierto con la banda en julio de 2011.
La banda también tocó algunos conciertos con Sepultura a finales de 2011.
En abril de 2012, la banda tocó en el festival "Metal Open Air" en São Luís. Este fue el primer concierto del nuevo guitarrista Gustavo Di Padua reemplazando a Paulo Schroeber.
En mayo de 2012, Felipe Andreoli anuncia su salida de Almah para dedicarse de lleno a otros proyectos y su banda principal, Angra. El mismo día, Edu Falaschi anuncia su salida de Angra en una carta abierta, para dedicarse a Almah. En 2013 se lanza Unfold, disco que según Edu es el que lleva la personalidad de la banda y se despliega del estilo de Angra.

## Miembros

### Actuales
- Edu Falaschi - voz, teclados, guitarra acústica (2006-presente)
- Marcelo Barbosa - guitarras (2007-presente)
- Pedro Tinello - batería (2008-presente)
- Raphael Dafras - bajo (2012-presente)
- Diogo Mafra - guitarras (2014-presente)

## Antiguos
- Emppu Vuorinen - guitarras (2006-2007)
- Lauri Porra - bajo (2006-2007)
- Casey Grillo - batería (2006-2007)
- Felipe Andreoli - bajo (2007-2012)
- Paulo Schroeber - guitarras (2008-2011)
- Gustavo Di Padua - guitarras (2011-2013)

## Invitados/Músicos de gira
- Ian Bemolator - guitarras (2013-presente)
- Mike Stone - guitarras
- Edu Ardanuy - guitarras
- Rafael Bittencourt - guitarras
- Demian Tiguez - guitarras
- Tito Falaschi - bajo
- Aquiles Priester - batería
- Fábio Laguna - teclados

## Discografía
- Almah (2007)
- Fragile Equality (2008)
- You Take My Hand (sencillo, 2008)
- All I Am (sencillo, 2009)
- Motion (2011)
- Unfold (2013)
- E.V.O (2016)

- Datos: Q2839081